# Diznilend
Diznilend (COBISS) je zbirka kratkih zgodb Matjaža Brulca, izšla je leta 2005 pri  Založbi Goga.

## Vsebina
Knjižni prvenec Matjaža Brulca sestavlja petnajst kratkih zgodb. Avtor v zbirki podaja podobo mladega človeka, ki se počuti v današnjem togem vsakdanu, v družbi, v kateri smo vsi odtujeni in so cenjene le materialne plati življenja, zelo nelagodno.
Protagonisti v zgodbah zbirke so sorazmerno mladi ljudje v mestnem ali suburbanem okolju in se navadno srečujejo z vsakdanjimi problematikami. 